# С меня хватит (фильм, 2002)
«С меня хватит!» (англ. Enough) — американский драматический триллер режиссёра Майкла Эптеда. В главных ролях Дженнифер Лопес и Билли Кэмпбелл.

## Сюжет
Молодая официантка Слим работает в кафе, чтобы заработать себе на жизнь. Однажды в этом же кафе она встречает молодого обаятельного человека — бизнесмена Митча, который впоследствии становится её мужем. У пары рождается дочь Грейси.
Слим ощущает себя счастливой, но однажды узнаёт, что Митч ей изменяет. Поначалу обещав прекратить это, со временем Митч перестаёт скрывать от жены любовницу, а позже начинает поднимать на неё руку.
Забрав дочь и заручившись помощью близких друзей, Слим сбегает из дома, вынужденная постоянно соблюдать осторожность. Преследуемая своим влиятельным мужем, она отчаянно борется за свою свободу и за своего ребёнка. Она многократно меняет место жительства и имена, своё и дочери. Каждый раз, когда Митч их обнаруживает, ситуация накаляется до предела, но всегда Слим чудом избегает опасности.
Вскоре Слим понимает, что не может прятаться бесконечно, и решает противостоять Митчу. Выйдя на своего биологического отца, имеющего обширные связи, она тренирует силу воли, осваивает приёмы самозащиты. Её цель — побороть страх и расквитаться с мужем за все его деяния.
В конечном итоге Слим воплощает свою цель в жизнь. Её схватка с Митчем происходит в его роскошном доме, и большую часть времени Слим имеет преимущество. В определённый момент, имея возможность добить мужа, она останавливается, не в силах совершить преступление - что оборачивается жестоким нападением Митча в ответ. Напуганная, но собравшая остатки силы, Слим с трудом дает отпор, в результате чего Митч падает с высоты и погибает. Полиция констатирует, что смерть произошла в результате самозащиты, на что и рассчитывала Слим. Теперь она и её дочь наконец могут жить спокойно.

## В ролях
| Актёр           | Роль               |
| --------------- | ------------------ |
| Дженнифер Лопес | Эрин «Слим» Хиллер |
| Билли Кэмпбелл  | Митч Хиллер        |
| Тесса Аллен     | Грейси Хиллер      |
| Джульетт Льюис  | Джинни             |
| Фред Уорд       | Юпитер             |
| Ноа Уайли       | Робби              |
| Дэн Футтерман   | Джо                |
| Джефф Кобер     | агент ФБР          |

## Тематика
Главная тема фильма — жестокие отношения между людьми. Райан Дж. Дауни из MTV News написал: «Готова ли Америка увидеть свою любимую ледяную, хорошо ухоженную примадонну Дженнифер Лопес приглушённой и надрывающей задницу, как избитая жена?».

## Выпуск
Выход фильма изначально планировался на сентябрь 2001 года, но был перенесён на «начало» 2002 года. Он был выпущен 24 мая 2002 года.  После первой недели проката «С меня хватит!» занял 5-е место в американском чарте по кассовым сборам, собрав более 14 миллионов долларов.

### Критика
Фильм получил в целом негативные отзывы критиков, хотя некоторые высоко оценили игру Лопес. На сайте-агрегаторе рецензий Rotten Tomatoes у фильма 22% положительных отзывов на основе 125 отзывов. Согласно единодушному мнению сайта: «С меня хватит!» использует серьёзную проблему супружеского насилия, чтобы создать нелогичный и неразумный триллер». На Metacritic фильм имеет средневзвешенный балл 25% на основе 32 отзывов критиков. Элис Кинг из Entertainment Weekly описала сюжет фильма как «чрезвычайно бессмысленный» и посчитала, что Лопес не хватает связи со своей экранной дочерью Тессой Аллен, отметив, что: «Всё это для того, чтобы защитить маленькую девочку с гелиевым голосом, с которой у Лопес так мало химии, как будто она занимается вывозом мусора, а не маленьким ребёнком».